# Ugerevy med bombningen af den franske skole
|  | Denne artikel er oprettet af botten PalnaBot ud fra en ekstern database. Den kan derfor have sproglige fejl eller mangler. Denne skabelon kan fjernes efter kontrol af indholdet. |

Ugerevy med bombningen af den franske skole er en film med ukendt instruktør.

## Handling
Den franske præsident besøger franske byer, der er blevet bombet af de allierede (1,25 min.). Goebbels åbner den store tyske kunstudstilling i München i 1943 (1,35 min.). Befrielsen af Benito Mussolini i september 1943 af tyske SS-tropper (3,11). Englændernes aktion i Arnheim i Holland mislykkes. Bombningen af den franske skole på Frederiksberg.